# 花野井同學與戀愛病
《花野井同學與戀愛病》是森野萌所創作的日本漫畫，連載於《Dessert》2018年2月號至2025年9月號。第45屆講談社漫畫獎少女部門得奬作品。改編電視動畫於2024年4月至6月播放。

## 登場人物
日生螢（聲：花澤香菜）
生日12月24日（平安夜），魔羯座，很能吃的高中一年級女生。夢想是征服世界各地的美食。雖然擁有家人和朋友，但她不懂戀愛是什麼感覺，正當她以為自己可能永遠無法戀愛時，花野井的出現讓她的生活發生了巨大的變化。很珍惜從家人那裡收到的星形髮夾。小學時傷害朋友而成為她的心理陰影。認為短髮洗頭較方便，但因為過去的事件而無法留長髮。不喜歡恐怖電影。以自己從不請病假的身體感到自豪，希望自己能長高。不擅長運動，曾在溜冰場上大跌過一次。
花野井颯生（聲：小林千晃；峯田茉優（小學生））
生日4月6日，牡羊座，和螢同一所高中的同學。是隔壁班偏差值超過80的帥哥。很純潔，但對自己喜歡的人卻有點過分深情。螢目擊了他和女朋友分手的場面，當她看見花野井獨自坐在下雪的公園長椅時，不經意地為他撐了傘。結果花野井卻在數天後向螢告白。國中的時候就努力讀書，以前他想出國，所以英文很好。房間裡有很多書。兩耳都戴著耳環。平時戴隱形眼鏡。和日生螢交往前，有過打工的經歷。國中時期住在宿舍，為了增強體力在田徑部練習長跑。從螢那裡收到的第一個禮物是聖誕節時送的兒童圍巾。
八尾創平（聲：木村良平；松岡美里（小學生））
與螢同一所小學的同班同學，稱呼螢為「螢子」。就讀於水浦西高中。從小學開始就很受女生歡迎，因曾經吃了手工製作的東西而肚子疼，所以他認為情人節巧克力還是成品的比較好。家裡有養一隻母狗，名叫「螢」。有一個弟弟和一個妹妹。
淺海響／小響（聲：久保百合花）
高中一年級女生，螢最好的朋友之一。生日在春假期間，圭悟的女友。從國中二年級開始就已經認識螢。她是對愛情很直率的類型，和柴村一起給螢提供關於戀愛的建議。喜歡時尚，但成績不太好。小時候因為被狗咬過而留下心理陰影，非常害怕狗。
倉田圭悟（聲：逢坂良太）
花野井的同學，籃球社的成員。響的男友，曾經和螢就讀同一所國中。他是那種故意不去察言觀色的性格。養了一隻大型的黃金獵犬。不喜歡珍珠奶茶。
柴村月葉／柴柴（聲：坂本真綾）
高中一年級女生，螢最好的朋友之一。劍道社的成員。高一、高二時和螢同班。
暗戀著二年級的班主任兼劍道社顧問老師的稍一郎。
里村紗都美（聲：鈴代紗弓）
是螢在書店裡的兼職前輩，她在那裡打工。國立大學文學部一年級學生，來自廣島縣。她聰明又善良，喜歡名為「VERSUS」的偶像團體。是流行偶像「VERSUS」的尊彥的粉絲，還請求螢介紹長得像尊彥的花野井給她認識。從小學時代開始就愛上了尊彥，從大學開始就搬到了東京。她沒有加入任何社團。得知自己的偶像結婚後，她真的很沮喪，但決定繼續支援他。
黑江之紘（聲：興津和幸）
螢打工的書店店長。他個性不友善、很嚴格，但很關注別人。是個書呆子。在花野井君開始在書店工作之前，就作為常客被認識。
日生篝（聲：小松未可子）
螢和燈的姊姊。
日生燈（聲：日高里菜）
篝和螢的妹妹。她有去上花样滑冰的課程。
源桑、和真、小吉
與花野井同班的男生。和花野井以及圭吾一起練習籃球，為球賽做準備。
望未（聲：高野麻里佳）
螢的小學好友。因為喜歡八尾，所以請螢幫忙。
真理香
和八尾就讀同一所高中。她非常喜歡八尾，甚至到自己打工的書店去看他。
千村唯（聲：山根綺）
花野井的前女友，在咖啡廳給他潑了水。和花野井是同一所國中的同學，但兩人是在高中才開始交往的。
銀次（聲：內田直哉）
花野井的老人朋友。為在小學和國中時期的他提供建議。
穗積梢一郎
螢高中二年級時的班主任。劍道社的顧問老師。開車通勤。

## 迴響
本作為第44屆（2020年）講談社漫畫獎少女部門最終4部提名作品之一，但沒有得獎；翌年成為第45屆（2021年）少女部門得奬作品。

## 出版書籍
| 卷數 | 講談社         | 講談社                                                  | 尖端出版      | 尖端出版               |
| 卷數 | 發售日期       | ISBN                                                    | 發售日期      | ISBN                   |
| ---- | -------------- | ------------------------------------------------------- | ------------- | ---------------------- |
| 1    | 2018年5月11日  | ISBN 978-4-06-511469-8                                  | 2025年4月15日 | ISBN 978-626-40-3719-8 |
| 2    | 2018年10月12日 | ISBN 978-4-06-513177-0                                  | 2025年5月29日 | ISBN 978-626-40-3835-5 |
| 3    | 2019年3月13日  | ISBN 978-4-06-514830-3                                  | 2025年6月19日 | ISBN 978-626-40-3951-2 |
| 4    | 2019年8月9日   | ISBN 978-4-06-516716-8                                  | 2025年7月10日 | ISBN 978-626-43-4100-4 |
| 5    | 2020年1月10日  | ISBN 978-4-06-518226-0 ISBN 978-4-06-518460-8（限定版） |               |                        |
| 6    | 2020年6月11日  | ISBN 978-4-06-519762-2                                  |               |                        |
| 7    | 2020年11月13日 | ISBN 978-4-06-521527-2 ISBN 978-4-06-521528-9（特裝版） |               |                        |
| 8    | 2021年4月13日  | ISBN 978-4-06-522817-3                                  |               |                        |
| 9    | 2021年9月13日  | ISBN 978-4-06-524677-1                                  |               |                        |
| 10   | 2022年3月11日  | ISBN 978-4-06-527101-8 ISBN 978-4-06-527019-6（特裝版） |               |                        |
| 11   | 2022年8月12日  | ISBN 978-4-06-528819-1                                  |               |                        |
| 12   | 2023年1月13日  | ISBN 978-4-06-530401-3                                  |               |                        |
| 13   | 2023年6月13日  | ISBN 978-4-06-531936-9                                  |               |                        |
| 14   | 2023年11月13日 | ISBN 978-4-06-533724-0                                  |               |                        |
| 15   | 2024年4月12日  | ISBN 978-4-06-535287-8                                  |               |                        |
| 16   | 2024年11月13日 | ISBN 978-4-06-537656-0                                  |               |                        |
| 17   | 2025年5月13日  | ISBN 978-4-06-539497-7                                  |               |                        |

## 電視動畫

### 主題曲
片頭曲
演唱：Sexy Zone，作詞：nozomi*，作曲：Toshiya Hosokawa、Funk Uchino、Gigi、SILLY TEMBA，編曲：Toshiya Hosokawa、SILLY TEMBA
片尾曲
演唱：Mina Okabe，作詞、作曲：Mads Koch、Mina Okabe、Nick Madsen，日語填詞：Kanata Okajima

### 各話列表
| 話數   | 日文標題 | 中文標題         | 分鏡              | 演出                                    | 作畫監督 | 總作畫監督    | 首播日期      |
| ------ | -------- | ---------------- | ----------------- | --------------------------------------- | --- | ------------- | ------------- |
| 第1話  |          | 初次見面         | 牧野友映          | 牧野友映                                | 中島瑛介、岡本惠里香 島田英明、 柄谷綾子、權伍驥、王夢靈 郭婷、龍光、明光、慧敏                                                 | 佐藤秋子      | 2024年 4月4日 |
| 第2話  |          | 第一個男朋友     |                   | 粟井重紀                                | 中島瑛介、荊丹焱 服部益實、二宮奈那子、宮本武史 笠野充志、范一航、明光                                                          | 阿部恆、 慧敏 | 4月11日       |
| 第3話  |          | 第一次的聖誕節   | 康本綠            | 藪內悠                                  | 佐佐木幸惠、飯飼一幸 服部憲知、南伸一郎、齊藤香織 柳考相、星月動畫、Studio EverGreen Revival、中島瑛介                          | 高野菜央      | 4月18日       |
| 第4話  |          | 第一次的新年參拜 |                   | 白石道太                                | 中村与史子、遠藤省二 木下由美子、冯永旭 江湧、拾月動画、STUDIO CL 南伸一郎、櫻井幸美、中島瑛介 中島瑛介、世欣东方文化传媒       | 阿部恒        | 4月25日       |
| 第5話  |          | 第一次約會       | 藍崎灯            | 粟井重紀                                | 中島瑛介、宮本武史 服部益實、范一航、明光 鑫月、郭婷、光之園動畫                                                                | 慧敏          | 5月2日        |
| 第6話  |          | 第一次的情人節   | 馬崎崇            | 藪內悠                                  | 酒井KEI、飯飼一幸 松下純子、柳孝相、中村與史子 南伸一郎、齊藤香織、丸英男 金田榮二、Studio EverGreen 星月動畫、荊丹燚、中島瑛介 | 慧敏          | 5月9日        |
| 第7話  |          | 第一次的告白     |                   | 森下葉子                                | 、德倉榮一、勝田孝 大西陽一片、岡惠美子、Revival、Rad Plus                                                                      | 高野菜央      | 5月16日       |
| 第8話  |          | 第一次一起看寵物 |                   | 大河原晴男                              | 中村与史子、遠藤省二、南伸一郎 櫻井幸美、中島瑛介、李真仙、荆丹燚                                                               | 阿部恒        | 5月23日       |
| 第9話  |          | 第一次的生日     |                   | 白石道太                                | 谷口繁則 半扇門、世欣東方文化傳媒                                                                                               | 慧敏          | 5月30日       |
| 第10話 |          | 第一次升二年級生 | 白石道太 上原秀明 | 宮本武史 寧波麥冬映畫、世欣東方文化傳媒 | 阿部恆 | 6月6日        |               |
| 第11話 |          | 第一次探索學校   | 牧野友映          | 粟井重紀 牧野友映                       | 宮本武史、 荊丹燚、寧波麥冬映畫、世欣東方文化傳媒                                                                               | 慧敏          | 6月13日       |
| 第12話 |          | 第一次的戀愛     | 牧野友映          | 牧野友映                                | 中島瑛介、樋口杏里、荊丹燚 村松尚雄、片岡惠美子、外山陽介 慧敏、阿部恆、劉曉宇、宋昱                                            | 高野菜央      | 6月20日       |

### 播映平台
| 播映地區 | 播映電視台    | 播映日期             | 播映時間（UTC+9） | 備註              |
| -------- | ------------- | -------------------- | ----------------- | ----------------- |
| 日本全國 | TBS系列全28台 | 2024年4月4日—6月20日 | 星期四 11:56      | [ 註 1 ] [ 註 2 ] |

| 播映地區        | 播映平台                | 播映日期             | 播映時間              | 備註   |
| --------------- | ----------------------- | -------------------- | --------------------- | ------ |
| Netflix支援地區 | Netflix                 | 2024年4月5日—6月21日 | 星期五 00:26（UTC+9） | [ 8 ]  |
| 香港            | YouTube （Ani-One頻道） | 2024年4月9日—6月25日 | 星期二 23:30（UTC+8） | [ 10 ] |
| 澳門            | YouTube （Ani-One頻道） | 2024年4月9日—6月25日 | 星期二 23:30（UTC+8） | [ 10 ] |
| 馬來西亞        | YouTube （Ani-One頻道） | 2024年4月9日—6月25日 | 星期二 23:30（UTC+8） | [ 10 ] |
| 蒙古            | YouTube （Ani-One頻道） | 2024年4月9日—6月25日 | 星期二 23:30（UTC+8） | [ 10 ] |
| 新加坡          | YouTube （Ani-One頻道） | 2024年4月9日—6月25日 | 星期二 23:30（UTC+8） | [ 10 ] |
| 泰國            | YouTube （Ani-One頻道） | 2024年4月9日—6月25日 | 星期二 23:30（UTC+8） | [ 10 ] |
| 越南            | YouTube （Ani-One頻道） | 2024年4月9日—6月25日 | 星期二 23:30（UTC+8） | [ 10 ] |
| 臺灣            | YouTube （Ani-One頻道） | 2024年4月9日—6月25日 | 星期二 23:30（UTC+8） | [ 10 ] |
| 臺灣            | 巴哈姆特動畫瘋          | 2024年4月9日—6月25日 | 星期二 23:30（UTC+8） | [ 11 ] |
| 臺灣            | 中華電信MOD             | 2024年4月9日—6月25日 | 星期二 23:30（UTC+8） | [ 12 ] |

### BD
| 卷數 | 發售日期      | 收錄話數     | 規格編號  |
| ---- | ------------- | ------------ | --------- |
| 1    | 2024年7月31日 | 第1話—第4話  | DMPXA-382 |
| 2    | 2024年8月21日 | 第5話—第8話  | DMPXA-383 |
| 3    | 2024年9月25日 | 第9話—第12話 | DMPXA-384 |

## 外部連結
- 漫畫官方網站（日語）
- 花野井同學與戀愛病的X（前Twitter）（日語）
- 電視動畫官方網站（日語）